# Muzaffar Ali

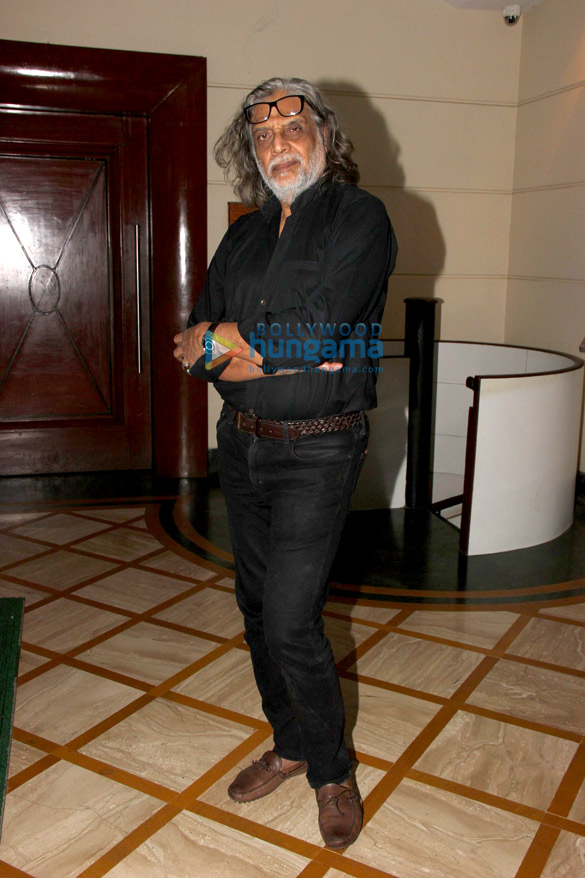
Muzaffar Ali, 2015

Muzaffar Ali (* 21. Oktober 1944 in Lakhnau) ist ein indischer Filmregisseur des Hindi/Urdu-Films, Maler, Modedesigner und Musiker.

## Leben
Raja Syed Muzaffar Ali wurde als ältester Sohn des Raja Syed Sajid Husain Ali von Kotwara geboren. Er besuchte das La Martiniere College in seiner Heimatstadt und erlangte 1966 einen Abschluss als Bachelor of Science an der Aligarh Muslim University. Danach arbeitete er in den Werbeagenturen Clarion-McCann und Advertising & Sales Promotion sowie von 1970 bis 1981 in der Öffentlichkeitsabteilung von Air India. Als Amateurmaler hatte Muzaffar Ali Ausstellungen in Aligarh, Lakhnau, Calcutta und Bombay.
Seine erste filmische Arbeit war das von der staatlichen Film Finance Corporation unterstützte Armutsdrama Gaman (1978), das die Landflucht in die Metropole Bombay zum Thema hatte. Der Film mit Farooq Shaikh und Smita Patil in den Hauptrollen erhielt den Spezialpreis der Jury der National Film Awards. Mit dem darauffolgenden Kostümdrama Umrao Jaan (1981) konnte Muzaffar Ali gemeinsam mit dem Set Designer Bansi Chandragupta seinem Faible für kreative Gestaltung nachgehen. Die Titelrolle der Tänzerin in dieser Verfilmung von Mirza Muhammad Hadi Ruswas Urdu-Roman Umrao Jaan Ada (dt. „Die Kurtisane von Lakhnau“) aus dem Jahr 1899 spielte Rekha. Der Film brachte einen Filmfare Award für die beste Regie.
In den 1980er Jahren drehte Muzaffar Ali häufig Dokumentar- und Kurzfilme. Die politischen Themen arbeitete er zusammen mit seiner damaligen Ehefrau Subhashini Ali, einer Gewerkschafterin und CPI (M)-Politikerin aus Kanpur und Tochter von Lakshmi Sehgal, aus. Der gemeinsame Sohn mit Subhashini, Shaad Ali, hat sich ebenfalls als Filmregisseur namhaft gemacht. Muzaffar Alis 1983 entstandene Spielfilm Aagaman beschäftigt sich mit der ökonomischen Ausbeutung der Landarbeiter in einer Zuckermühle und ist von der Revolutionslyrik Faiz Ahmad Faiz’ inspiriert. Dieser und auch der 1986 folgende Spielfilm Anjuman – mit Shabana Azmi in der Hauptrolle – knüpfen mit ihrer immanenten Forderung um faire Behandlung der einfachen Arbeiter an sein Regiedebüt an.
Im Fernsehfilm Jaan-e-Alam (1986) tritt Muzaffar Ali auch als Darsteller auf. Die Geschichte ist inspiriert von dem bekannten Nautanki-Theaterstück Indrasabha, das Sayed Agha Hasan Amanat 1853 für den Nawab von Avadh Wajid Ali Shah schrieb. Muzaffar Ali versuchte sich mit Jaan-e-Alam an einer Rehabilitation des als Nichtsnutz bekannten Wajid Ali Shah. Sein letztes Filmprojekt Zooni mit Vinod Khanna und Dimple Kapadia ist unvollendet und unveröffentlicht geblieben.
Seit den 1990er Jahren konzentrierte er sich besonders auf sein Geschäft als Modedesigner und veröffentlichte eigene Musik. Er unterstützte die Samajwadi Party von Mulayam Singh Yadav und trat selbst erfolglos bei der Wahl des Parlaments von Uttar Pradesh im Oktober 1993 an.
2005 wurde Muzaffar Ali mit dem Padma Shri ausgezeichnet. Er ist mit der Designerin Meera Ali verheiratet.

## Filmografie
- 1978: Gaman
- 1981: Umrao Jaan
- 1982: Vasiquedars: Pensioners of Avadh – Dokumentarfilm
- 1982: Woodcrafts of Saharanpur – Dokumentarfilm
- 1982: Venue India – Dokumentarfilm
- 1982: Laila Majnu Ki Nai Nautanki – Dokumentarfilm
- 1983: Sunehre Sapne – Kurzfilm
- 1983: Wah! Maan Gaye Ustad – Kurzfilm
- 1983: Aagaman
- 1984: Vadakath: A Thervad in Kerala – Dokumentarfilm
- 1984: Together Forever – Kurzfilm
- 1984: Wapas Chalo – Fernsehkurzfilm
- 1984: Kue Yaar Mein – Dokumentarfilm
- 1985: Ganga Teri Shakti Apaar – Dokumentarfilm
- 1985: India, an Unusual Environment for Meetings – Dokumentarfilm
- 1985: Sheeshon Ka Masiha – Dokumentarfilm
- 1986: Anjuman
- 1986: Jaan-e-Alam – Fernsehfilm
- 1986: Aaya Basant Sakhi – Kurzfilm
- 1986: Kali Mohini – Kurzfilm
- 1986: Semal Ki Darakht – Kurzfilm
- 1991: Khizan – Dokumentarfilm